# Renúncia papal

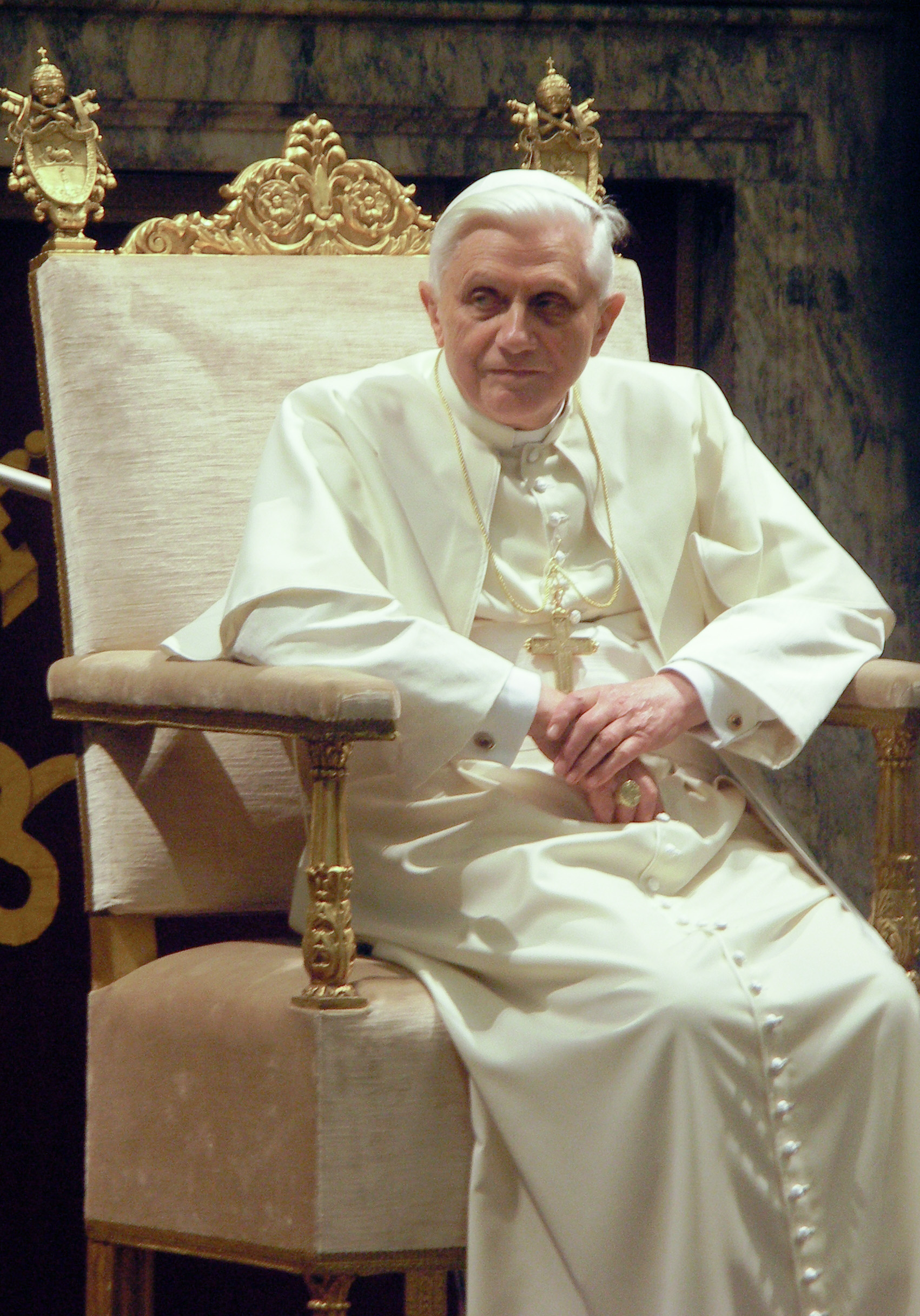
El papa Benet XVI és l'únic papa que ha renunciat al seu càrrec durant els últims sis segles.

Es denomina renúncia papal al succés pel qual la màxima autoritat de l'Església Catòlica Romana, el papa, decideix dimitir del seu càrrec. És un esdeveniment poc freqüent que tan sols ha ocorregut unes poques ocasions durant la història de l'església catòlica: tan sols quatre papes han resignat el càrrec, tots ells entre els segles XI i XV, encara que hi ha cert desacord sobre si n'hi podria haver hagut més entre els segles iii i XI. El darrer papa que renuncià fou Benet XVI, el 28 de febrer de 2013 a les 8:00 de la tarda, la qual cosa el convertí en el primer papa que ho feu després de Gregori XII l'any 1415.
Tot i que s'ha utilitzat força en debats sobre renúncies papals, el terme «abdicació» no es fa servir en documents oficials de l'Església per referir-se a la renúncia d'un papa. Com que el papa és suprem respecte l'Església, no existeix cap procés pel qual sigui possible obligar a renunciar al papa.

## Llista de renúncies papals
| Apòcrifs                                                                                    |             |                   |                                   | | |
| Pontificat                                                                                  | Retrat      | Nom de regnat     | Nom personal                      | Raó de renúncia                                                                                       | Notes |
| 21 de juliol de 230 – 28 de setembre de 235 (5 anys+)                                       | Poncià I    | Poncià I          | Pontianus                         | Desterrat per les autoritats romanes.                                                                 | Renúncia documentada solament al Catàleg liberià, que cita la seva renúncia al dia 28 de setembre del 235, la data exacta més llunyana de la història papal.                                                                    |
| 30 de juny de 296 – 1 d'abril de 304 (7 anys+)                                              | Marcel·lí I | Marcel·lí I       | Marcellinus                       | Es diu que podria haver estat deshonest fent ofrenes a déus pagans durant la persecució de Dioclecià. | La renúncia tan sols està documentada al Catàleg liberià. |
| 17 de maig de 352 – 24 de setembre de 366 (14 anys+)                                        | Liberi I    | Liberi I          | Liberius                          | Desterrat per l'emperador Constanci II                                                                | S'especula que la renúncia podria explicar la successió de l'antipapa Fèlix II, encara que el Liber Pontificalis defensa que Liberi va mantenir el càrrec a l'exili.                                                            |
| Gener de 1004 – juliol de 1009 (5 anys+)                                                    | Joan XVIII  | Joan XVIII        | Fasanius                          | Desconeguda                                                                                           | La renúncia només està documentada en un catàleg de papes. |
| Precanònics                                                                                 |             |                   |                                   | | |
| 22 de maig de 964 – 23 de juny de 964 (1 mes)                                               | Benet V     | Benet V           | Benedict Grammaticus              | Destituït per Otó I                                                                                   | Destituït en favor de l'antipapa Lleó VIII. |
| Octubre de 1032–setembre de 1044 Abril de 1045–maig de 1045 Novembre de 1047–juliol de 1048 | Benet IX    | Benet IX          | Teofilacte III, comte de Túsculum | Subornat per renunciar després de diversos presumptes escàndols.                                      | La renúncia més antiga reconeguda en l'ordenament de papes. Fou papa en tres ocasions entre 1032 i 1048. Fou un dels papes més joves, fou l'únic home en ser papa més d'una vegada i l'únic de la història que vengué el papat. |
| Abril/maig de 1045 – 20 de desembre de 1046 (1 any+)                                        | Gregori VI  | Gregori VI        | Johannes Gratianus                | Acusat de simonia per subornar Benet IX perquè renunciés.                                             | Abdicat o deposat al concili de Sutri. |
| Canònics                                                                                    |             |                   |                                   | | |
| 5 de juliol de 1294 – 13 de desembre de 1294 (0 anys, 161 dies)                             | Celestí V   | Celestí V, O.S.B. | Pietro da Morrone                 | Manca de competència al càrrec.                                                                       | Sense experiència administrativa, Celestí caigué sota el control de polítics seculars. Per protegir l'església, va renunciar al càrrec. Fou el primer papa en establir cànons per la renúncia.                                  |
| 30 de novembre de 1406 – 4 de juliol de 1415 (8 anys, 216 dies)                             | Gregori XII | Gregori XII       | Angelo Correr                     | Per posar fi al Cisma d'Occident                                                                      | Abdicà durant el concili de Constança, que havia estat citat pel seu oponent, l'antipapa Joan XXIII de Pisa. |
| 19 d'abril de 2005 – 28 de febrer de 2013 (7 anys, 315 dies)                                | Benet XVI   | Benet XVI         | Joseph Ratzinger                  | Edat avançada i debilitat física.                                                                     | Esdevingué papa emèrit després de la renúncia. |